# Joni Mitchell
Pour les articles homonymes, voir Mitchell.
Roberta Joan Anderson, dite Joni Mitchell, est une auteure-compositrice-interprète, musicienne, chanteuse et peintre canadienne, née le 7 novembre 1943 à Fort Macleod (Alberta).

## Biographie

### Enfance
Roberta Joan Anderson (surnommée Joanie, puis Joni) est née le 7 novembre 1943, dans une fratrie de trois enfants, à Fort Macleod,. Les ancêtres de sa mère (institutrice) étaient écossais et irlandais,. Son père était issu d'une famille norvégienne qui avait peut-être des ancêtres samis. Sa mère était enseignante, tandis que son père était lieutenant dans l'Aviation royale du Canada (Royal Canadian Air Force ou RCAF). Il formait les nouveaux pilotes à la station de Fort Macleod (lieu d'entraînement au vol de la RCAF).
Atteinte à 9 ans de poliomyélite qui menaçait de la laisser infirme à vie, elle apprend la musique puis une fois guérie chante dans le chœur de l'église locale, mais se montre, par contre, rebelle aux leçons de piano, et n'aime pas l'école. À l'âge de 11 ans, elle déménage avec sa famille dans la ville de Saskatoon, qu'elle considère comme sa ville natale.

### Les années 1960
Joni Mitchell apprend aussi le ukulélé et la guitare en autodidacte et commence des études d'arts plastiques. Elle enregistre House of the Rising Sun pour une radio locale. Ses succès sur la scène musicale locale la décident à prendre la route et à partir pour Toronto. Elle y rencontre Chuck Mitchell en 1965. Son bref mariage avec ce chanteur de folk américain lui permet de se produire aux États-Unis, d'abord en duo avec lui, puis seule, en interprétant ses propres compositions (paroles et musique). Dans les cafés et les clubs de folk, mais aussi à la télévision canadienne grâce au soutien d'Oscar Brand, Joni Mitchell se fait connaître par son style unique de song-writing — accordant sa guitare à sa propre manière, utilisant de nombreux accordages  en accord ouvert (on lui en connaît plus d'une cinquantaine). Elle se rend à New York, mais c'est dans un club de Floride que David Crosby (futur membre du quartet vocal Crosby, Stills, Nash and Young) la découvre en 1967,. Il l'aide alors à enregistrer son premier album, Song to a Seagull, chez Reprise Records, à Los Angeles où elle s'installe. David Crosby produit l'album et Stephen Stills joue la basse sur une chanson.
Urge for Going, sa première composition à atteindre les classements, est interprétée par d'autres, notamment Tom Rush. Les chansons de ses deux premiers albums Song to a Seagull (1968) et Clouds (1969), principalement des ballades, sont assimilées de façon réductrice au mouvement folk de l'époque. Originales et poétiques, elles profitent de l'amplitude de sa voix couvrant les registres de soprano et d'alto, de son timbre, et d'un jeu de guitare élaboré. Sur le premier de ces albums, Stephen Stills l'accompagne à la basse (sur Night in the City), tandis qu'elle enregistre elle-même des harmonies vocales raffinées sur la plupart des plages, ou sous forme dialoguée dans The Pirate of Penance. Traité de façon similaire mais avec une production de meilleure qualité (Joni est désormais seule aux commandes), Clouds lui assure une visibilité grandissante, grâce à deux titres largement repris par d'autres artistes, le dynamique Chelsea Morning - par Neil Diamond entre autres sur l'album Stones en 1971 - le méditatif Both Sides Now (notamment par Judy Collins). Jalonné de ballades mélancoliques au point d'être inquiétantes, l'album contient également une critique (chantée a cappella) de l'engagement des Américains au Vietnam (The Fiddle and the Drum).
Forte d'une popularité croissante, Joni Mitchell multiplie les apparitions scéniques et bientôt les tournées. Dès 1969, elle fait salle comble au Carnegie Hall de New York, prestation restée mémorable. Elle fait venir ses parents du Canada pour assister au spectacle.

### Les années 1970

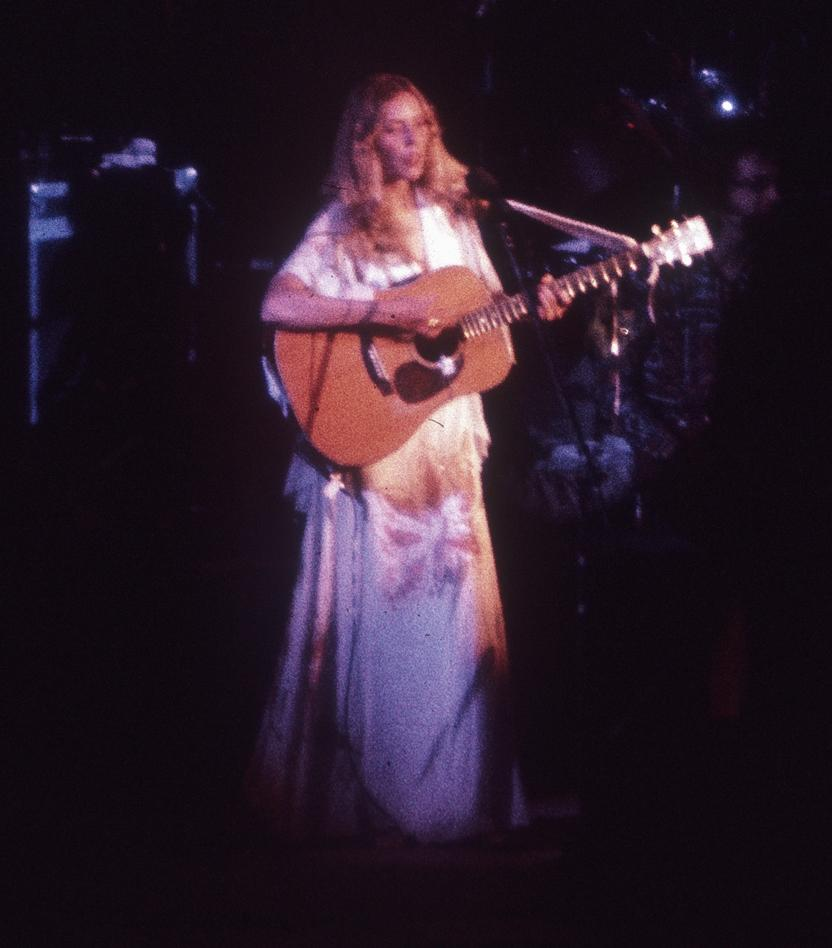
Joni Mitchell en 1974.

Son troisième album, Ladies of the Canyon (1970), qui amorce une diversification de ses moyens d'expression, est largement inspiré par sa vie californienne (le « canyon » du titre est Laurel Canyon, où elle réside à l'époque). L'album contient aussi le véritable premier succès de Mitchell, Big Yellow Taxi (qui sera repris en France par Joe Dassin). Un autre de ses titres, Woodstock, à propos du festival de 1969 (auquel elle n'a pas participé, son manager ayant préféré assurer sa présence télévisée au Dick Cavett Show), devient également un tube par la version de ses amis Crosby, Stills, Nash and Young sur l'album Déjà Vu, version audible au générique de fin du film du même nom. Woodstock devient l'hymne culte de toute une génération. Joni le chante notamment au festival de l'Ile de Wight, en 1970. Jouée  au piano et incorporant un solo de clarinette, For Free est la première chanson d'une longue série traitant des avantages de la célébrité et de ses inconvénients, perte de liberté, vie privée dévoilée. Rainy Night House évoque, semble-t-il, le souvenir de sa rencontre avec son compatriote Leonard Cohen.
Cette approche tendant vers le confessional folk se poursuit avec Blue (1971), mise à nu sans équivalent conçue à l'issue d'un long séjour en Crète. Elle se sépare du musicien Graham Nash (auteur de Our House, célébrant leur couple), compose et enregistre A Case of You (à la guitare : James Taylor) ou This Flight Tonight (en). Dans Little Green (en), Joni évoque sa fille confiée à l'adoption peu après sa naissance en 1965 et qu'elle retrouvera dans les années 1990. River quant à elle évoque sa nostalgie du Canada et la pression de la scène musicale. Sur Blue, Mitchell recourt souvent au piano, ainsi qu'au dulcimer des Appalaches (sur 4 titres). L'album sera classé 2e parmi les « 50 plus grands albums de tous les temps », catégorie « Women who rock », par le magazine Rolling Stone.
Certaines rythmiques plus rock apparaissent dans les deux albums suivants, enregistrés sous le label d'une nouvelle maison de disques, Asylum : For the Roses (1972), dont la chanson titre reprend les thèmes développés dans For Free, et Court and Spark. Si le premier - composé dans la petite maison qu'elle s'est fait construire sur une terre acquise en Colombie-Britannique - s'est bien vendu, emmené par le single You Turn Me On, I'm a Radio (nouvelle critique de l'industrie musicale), le deuxième reste à ce jour le plus grand succès commercial de l'artiste, grâce notamment aux singles Help Me et Free Man in Paris (gentiment ironique à l'égard de son agent David Geffen).
Cet album préfigure le tournant « jazz » qu'amorce alors Joni Mitchell (épaulée par tout un groupe, le L.A. Express) et que confirmeront les parutions suivantes, lesquelles déconcerteront une partie de son premier public. Dans The Hissing of Summer Lawns (1975), l'expression de l'intime laisse place à une série de vignettes sur les femmes contemporaines victimes du consumérisme, prisonnières du confort et de la domination masculine (Edith and the Kingpin, The Hissing of Summer Lawns, Harry's House). Mitchell recourt à des percussions africaines (les Tambours du Burundi) et à un synthétiseur sur The Jungle Line, sorte de collage d'impressions urbaines. Dominé par la basse fretless de Jaco Pastorius et des arrangements de jazz fusion, Hejira (1976), a été écrit lors d'un voyage transcontinental de l'Est à l'Ouest américain (et retour) effectué en voiture. La compositrice y médite en partie à nouveau sur elle-même, son passé, ses amours tumultueuses (Song for Sharon, Hejira), ainsi que dans Don Juan's Reckless Daughter (1977), double album qui fait la part belle au long Paprika Plains, sur une face entière. Joni collabore avec Charles Mingus, écrivant des paroles sur des thèmes du contrebassiste, lequel meurt avant que le projet ne soit mené à terme. La musicienne boucle seule l'album qu'elle enregistre avec Jaco Pastorius, Wayne Shorter et Herbie Hancock. Une fois encore, si Mingus (1979) est bien reçu dans les milieux musicaux, son public habituel peine à suivre. La critique elle-même est quelquefois sceptique devant cette tentative d'évoluer en chanteuse de jazz classique, s'éloignant ainsi de la démarche originale qui avait abouti à Hejira.

### Les années 1980
Ses albums des années 1980 sont ceux qui auront le moins de succès de toute sa carrière. Seuls trois disques sont enregistrés et aucun ne bénéficie de critique positive. Semblant rejeter le jazz, Wild Things Run Fast (1982) est élaboré avec des musiciens de haut vol, tels Vinnie Colaiuta, Steve Lukather, Wayne Shorter, ainsi que Larry Klein, bassiste et futur producteur, que Mitchell épouse. C'est un retour vers une écriture plus pop, quelque peu surproduite, avec des reprises à sa manière de succès datés, Unchained Melody (combiné avec Chinese Café) et You're So Square. Il en sera de même pour son successeur, Dog Eat Dog (1985), qui contient une critique assez féroce du matérialisme et de l'égoïsme occidentaux (Dog Eat Dog, Ethiopia), ainsi que du télévangélisme (Tax Free). Pour Chalk Mark in a Rain Storm (1988), Joni continue à s'entourer de musiciens confirmés : Peter Gabriel pour la chanson My Secret Place, Willie Nelson, Tom Petty et Don Henley. On y entend aussi Manu Katché, Billy Idol et son guitariste Steve Stevens, Wayne Shorter à nouveau, Wendy Melvoin et Lisa Coleman (chœurs sur The Tea Leaf Prophecy), Thomas Dolby.

### Les années 1990
Night Ride Home (1991), qu'elle décrira comme un album de « middle-aged love songs » (« chansons d'amour de la cinquantaine »), est mieux reçu, mais pour beaucoup elle effectue son véritable retour à la musique de qualité avec Turbulent Indigo en 1994,, et Taming the Tiger en 1998. Le 21 juin 1990, à Berlin, elle fait une apparition dans le spectacle The Wall de Roger Waters (ex-Pink Floyd), interprétant Goodbye Blue Sky.

### Les années 2000
Au début des années 2000, Joni Mitchell songe à mettre un terme à sa carrière musicale pour se consacrer à la peinture. Elle s'entoure néanmoins d'un big band pour enregistrer deux disques, Both Sides Now en 2000 et Travelogue en 2002. Le premier est essentiellement composé de standards de musique américaine des années 1930 et 1940, comme Comes Love (de) ou You've Changed, et se veut un concept-album sur le thème de la relation amoureuse. L'œuvre se clôt sur une nouvelle version de Both Sides Now, (ce titre ayant été repris de très nombreuses fois depuis sa création, notamment par Bing Crosby, Frank Sinatra, Anna Murray, Nana Mouskouri, Dolly Parton, Andy Williams, Tori Amos ou encore le groupe Hole), version orchestrée qui s'entend dans le film Love Actually. Travelogue, quant à lui, est conçu comme un voyage à travers ses chansons, des années 1960 (The Circle Game) aux années 1990.
Après Hits et Misses, parus en 1996, Joni Mitchell publie d'autres compilations en 2004 : The Beginning of Survival et Dreamland. La première présente le meilleur de sa production au cours des années Geffen, sa maison de disques de 1982 à 1991. La seconde, dont le titre est emprunté à l'un de ceux de Don Juan's Reckless Daughter, est une sélection opérée à partir de toutes ses périodes d'enregistrement. Le livret qui l'accompagne présente les peintures récentes de la musicienne, qui parfois expose à Los Angeles.
Début 2007, elle annonce officiellement son retour avec un album intitulé Shine. C'est finalement le label de la chaîne Starbucks, Hear Music (en), qui en assure la distribution à la rentrée 2007. Elle dit avoir été inspirée par la guerre d'Irak. Elle a peint plusieurs autoportraits, dont le plus connu figure sur la couverture de son album Both Sides Now.

### Les années 2010
Joni Mitchell critique Madonna et Bob Dylan dans les colonnes du Los Angeles Times. L'exemple de ce dernier l'avait néanmoins inspirée dans son processus d'écriture des paroles de ses chansons, au milieu des années 1960.
En mars 2015, elle est victime, à 71 ans, d'une rupture d'anévrisme. Elle est hospitalisée, et en sort physiquement diminuée.

### Les années 2020

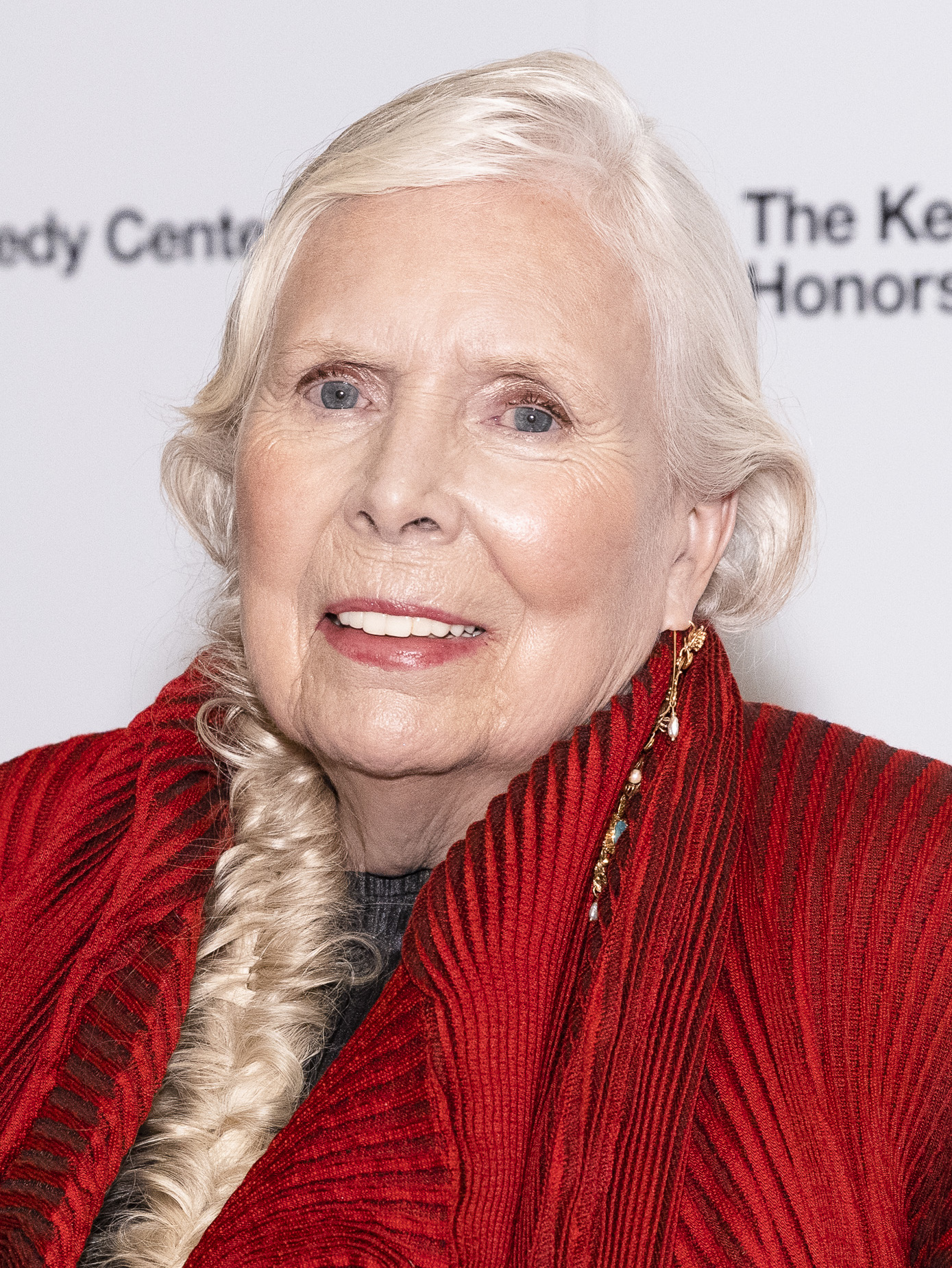
Joni Mitchell lors de son hommage du Kennedy Center Honors à la bibliothèque du Congrès, en décembre 2021.

Le 24 juillet 2022, 7 ans après sa rupture d'anévrisme, Joni Mitchell donne un concert surprise (le dernier datait du 13 novembre 2002) au Festival de folk de Newport. Elle est l'invitée d'honneur de la chanteuse Brandi Carlile et interprète 13 chansons, dont une improvisée à la guitare, dans le cadre d’un set intitulé Brandi Carlile and Friends. Sa dernière participation au Festival folk de Newport remontait à 1969.

## Distinctions
Joni Mitchell a été intronisée au Hall of Fame canadien en 1981 et au Rock 'n' roll Hall of Fame des États-Unis en 1997. Elle est la première femme à obtenir le prix Polar Music en 1996. Elle a par ailleurs reçu huit Grammy Awards durant son parcours. En 2004, elle est faite Compagnon de l'Ordre du Canada (CC), le plus haut grade dans cette distinction.

## Hommages
Joni Mitchell a notamment inspiré Janet Jackson, Stevie Nicks, Neil Young, Jimmy Page, Robert Plant, Prince, Joanna Newsom, Bill Callahan, Jeff Buckley et Eurythmics. 
Björk a déclaré que l'album Don Juan's Reckless Daughter figurait dans sa liste d'albums préférés ; elle a enregistré une reprise de The Boho Dance, chanson figurant à l'origine sur l'album The Hissing of Summer Lawns.
La chanteuse sud-coréenne Youn Sun Nah dit également avoir été marquée par le phrasé particulier de Mitchell ; elle reprend le titre The Dawn Treader, tiré de Song to a Seagull, dans son album She Moves On.
La chanson A Case of You, sur l'album Blue, a été interprétée par un grand nombre d'artistes, dont James Blake, Prince ou encore Diana Krall. Le pianiste Brad Mehldau a repris certains des titres, notamment Roses blue dans son album Live in Tokyo de 2004.
Le répertoire de Joni Mitchell fait fréquemment l'objet de concerts spécifiques, en Amérique du Nord comme en Europe, à l'initiative de musiciens de toutes générations.

## Discographie

### Albums studios
- 1968 : Song to a Seagull
- 1969 : Clouds
- 1970 : Ladies of the Canyon
- 1971 : Blue
- 1972 : For the Roses
- 1974 : Court and Spark
- 1975 : The Hissing of Summer Lawns
- 1976 : Hejira
- 1977 : Don Juan's Reckless Daughter
- 1979 : Mingus
- 1982 : Wild Things Run Fast
- 1985 : Dog Eat Dog
- 1988 : Chalk Mark in a Rain Storm
- 1991 : Night Ride Home
- 1994 : Turbulent Indigo
- 1998 : Taming the Tiger
- 2000 : Both Sides Now
- 2002 : Travelogue
- 2007 : Shine

### Albumslive
- 1974 : Miles of Aisles
- 1980 : Shadows and Light
- 2009 : Amchitka - The 1970 Concert that Launched Greenpeace
- 2020 : Live at Canterbury House – 1967 (en)
- 2023 : Joni Mitchell at Newport (Featuring The Joni Jam) (Concert enregistré au Newport Folk Festival en 2022)

### Compilations
- 1996 : Hits
- 1996 : Misses
- 2004 : The Beginning of Survival
- 2004 : Dreamland
- 2005 : Songs of a Prairie Girl
- 2014 : Love Has Many Faces: A Quartet, A Ballet, Waiting to Be Danced
- 2020 : Archive Series: The Early Years (1963-1967)
- 2021 : Archive Series: The Reprise Years (1968-1971)
- 2022 : Archive Series: The Asylum Years (1972-1975)
- 2024 : Archive Series: The Asylum Years (1976-1980)
- 2025 : Joni’s Jazz

## Collaborations
- 1990 : The Wall Live in Berlin de Roger Waters - Joni Mitchell chante sur Goodbye Blue Sky et dans le grand finale The Tide Is Turning (After Live Aid) (en).

## Vidéos
- 1980 : Shadows and Light
- 1984 : Refuge of the Roads
- 1991 : Come in From the Cold (inédit en dvd)
- 1998 : Painting With Words & Music
- 2000 : Both Sides Now - an All-Star Tribute to Joni Mitchell
- 2003 : Woman of Heart and Mind - a Life Story
- 2009 : Joni Mitchell's the Fiddle and the Drum